# 浅沼萬里
浅沼 萬里（あさぬま ばんり、1935年 - 1996年3月23日）は、日本の経済学者。専門は取引費用の経済学と契約理論。京都大学教授である。浅沼万里とも書く。

## 経歴
母親が出産のために一時帰国していたため京都で生まれるが、幼少期を中国で過ごしており、名前は万里の長城にちなむ。浅沼が小学校4年時に終戦となり、翌年の8月に日本に戻る。
同志社中学校・高等学校で学び、生徒会長とテニス部のキャプテンを務める。このとき、アメリカのキリスト教会からの奨学金の支援を受けており、そのことを生涯感謝していた。高校3年時に病気になり、病院で1年、自宅で2年療養し、1956年、21歳のときに同志社高校3年に復学する。
1957年に京都大学経済学部に入学する。1961年に経済学部を卒業し助手となり、助教授になってからはハーバード燕京研究所で2年間客員研究員として研究に取り組む。1984年に教授となり、1993年から2年間は経済学部長と経済学研究科長を務める。1970年代後半に京都大学経済研究所で青木昌彦とともに「比較経済体制論」というワークショップを開講した。
1995年5月の検診で胃癌と診断され、7月に手術をし退院するも、1996年3月に再発し、3月23日に逝去する。最後の激痛が襲ってきたときは「もう私はペンをとれないのか」と振り絞るように妻に問うた。
指導教授は田杉競で、赤岡功はゼミの後輩にあたる。

## 研究
企業内部における設備投資の意思決定理論、日本企業における受注と生産の調整の仕組みついての理論的考察、情報ネットワークの企業組織への影響などについての研究を行った。さらに、メーカーとサプライヤー間における部品や原材料の長期継続取引の実証研究を行った。日米通商摩擦が深刻化すると以前にも増して浅沼の研究に注目が集まり、学術論文でも多く引用された。「職場の労働組織と会社の人的資本管理」という題目のワーキングペーパーでは、労働者が長期雇用の下で技能を高め、それが企業経営を強くするということが主張されている。
スタンフォード大学で日本経済論の講義を担当した青木昌彦は、小池和男の業績と共に浅沼の業績を欠かすことのできない2本柱として講義で取り扱ったと述べている。
公正取引委員会、通商産業研究所、総合研究開発機構などで研究成果を報告し、日本経済の仕組みを理解する上で貢献を果たした。

## 逸話
京都大学経済学部でアタッシュ・ケースを使ったのは浅沼が最初だった。A4サイズの紙を2列に形を崩さずに入れられるため愛用していた。
ハーバード燕京研究所で在外研究に取り組んでいたときは、1968年型式のシボレー・カマロのスポーツカーに乗っていた。告別式でもシボレーの霊柩車で見送られた。
熊沢誠は、1957年に浅沼と同期で京都大学に入学して以来、浅沼を兄として慕っていた。資本論の読み方や報告の仕方、工場見学では工場経営者への挨拶の仕方などを教えてくれたと述べている。さらに、浅沼は青年期にも大病を患い闘病の経験があることから、「病気になったらどんなことを考えたらいいかというようなこと、伸びていく松に大きな石がめり込んでも松は石を包んだまま伸びていくんだ」ということを文章に書いて熊沢に伝えてくれたと述べている。
菊谷達弥は、研究の進め方について、「君は体が丈夫だから道草が多すぎる。私は体が弱いからそんな訳にはいかないのだ。」と言われたことを紹介している。

## 著書

### 単著
- 『日本の企業組織革新的適応のメカニズム: 長期取引関係の構造と機能』（東洋経済新報社, 1997年）

### 共著
- （青木昌彦）『経済体制論』（東洋経済新報社, 1977年）
- （土屋守章, 三輪芳朗）『日本の中小企業』（東京大学出版会, 1989年）
- （藤本隆宏, 西口敏宏, 伊藤秀史）『リーディングスサプライヤー・システム : 新しい企業間関係を創る』（有斐閣, 1998年）
- （伊丹敬之, 藤本隆宏, 岡崎哲二, 伊藤秀史, 沼上幹）『組織とコーディネーション』（有斐閣, 2006年）

### 翻訳
- （オリバー・ウィリアムソン著, 岩崎晃と共訳）『市場と企業組織』（日本評論社, 1980年）

### 主要学術論文
- Banri, Asanuma (03 1989). “Manufacturer-supplier relationships in Japan and the concept of relation-specific skill”. Journal of the Japanese and International Economies (Elsevier BV) 3 (1):  1-30. doi:10.1016/0889-1583(89)90029-4. ISSN 0889-1583.
- "Risk absorption in Japanese subcontracting: A microeconometric study of the automobile industry." Journal of the Japanese and International Economies, 6(1): 1-29, March 1992. (with Tatsuya Kikutani)